# Oberea curticollis
Oberea curticollis är en skalbaggsart som först beskrevs av Maurice Pic 1928.  Oberea curticollis ingår i släktet Oberea och familjen långhorningar. Inga underarter finns listade i Catalogue of Life.